# Chiesa della Madonna del Lago (Segrate)
La chiesa della Madonna del Lago è un piccolo edificio religioso costruito sulle rive dell'Idroscalo di Milano, nel territorio comunale di Segrate.

## Storia
La chiesa fu costruita dal 1955 al 1957 su progetto di Vittorio Gandolfi, coadiuvato per i calcoli statici da Gabriella Albertazzi Gandolfi, per offrire cura spirituale ai campeggiatori e ai frequentatori dell'Idroscalo.

## Caratteristiche
La costruzione, di modeste dimensioni e di aspetto rustico, è posta all'angolo nord-orientale dell'area verde che circonda l'Idroscalo.
L'interno è delimitato da setti portanti in mattoni a vista, liberamente disposti, che disegnano uno spazio esagonale adibito a presbiterio preceduto da una sorta di navata di forma trapezoidale; la parte presbiteriale può essere chiusa da vetrate, così da consentire la celebrazione delle funzioni anche nei mesi invernali. La copertura è a due falde sfalsate convergenti verso il centro.
Il campanile, che isolato precede la chiesa, è ridotto all'essenziale e si presenta nelle vesti di un'antenna tubolare che sostiene una croce e una campana.
L'altare è circondato da una caratteristica balaustra in ferro decorata con motivi cruciformi, opera dell'artista Bruno Munari; rilevante anche la Via Crucis del cesellatore Alessandro Terragni.

### Fonti
- Roberto Aloi, Nuove architetture a Milano, Milano, Hoepli, 1959,  pp. 67-70, ISBN non esistente, SBN RAV0140907.
- Giulia Veronesi, Chiese nuove: la situazione a Milano, in Comunità, marzo 1959,  pp. 48-65.
- Cecilia De Carli (a cura di), Le nuove chiese della Diocesi di Milano, 1945-1993, Milano, Vita e Pensiero, 1994, ISBN 88-343-3666-6.

### Testi di approfondimento
- Dieci nuove chiese a Milano, in Chiesa e Quartiere, n. 9-10, 1959,  pp. 30-90.
- Gillo Dorfles, Considerazioni sull'architettura sacra, in Chiesa e Quartiere, n. 9-10, Bologna, 1959,  p. 37.
- Giorgio Kaisserlian, Il problema del rapporto delle arti delle nuove chiese di Milano, in Chiesa e Quartiere, n. 9-10, Bologna, 1959,  p. 107.
- E. Villa, Il Signore cerca casa..., in Diocesi di Milano, n. 1, 1960,  p. 33.